# Kreisgericht Brandenburg (Preußen)
Das Kreisgericht Brandenburg war ein preußisches Kreisgericht in der damaligen preußischen Provinz Brandenburg mit Sitz in Brandenburg an der Havel.

## Geschichte
Im Sprengel des Kreisgerichtes Brandenburg bestanden bis 1849 das
- Königliche Land- und Stadtgericht Brandenburg
- Königliche Land- und Stadtgericht Fehrbellin
- Königliche Stadtgericht Rathenow
- und das Königliche Land- und Stadtgericht Belzig.

Daneben bestanden viele Patrimonialgerichte.
Im Jahre 1849 wurden in Preußen einheitlich Kreisgerichte geschaffen. Hierbei wurde die Patrimonialgerichtsbarkeit abgeschafft und die Patrimonialgerichte aufgehoben. Auch die eingangs genannten Gerichte wurden aufgehoben und es entstand das Königliche Kreisgericht Brandenburg. Es umfasste den Landkreis Westhavelland, den größten Teil des Landkreises Zauch-Belzig und einen kleinen Teil des ersten und zweiten Jerichower Kreises. Zuständiges Appellationsgericht blieb das Kammergericht.
Eine Gerichtsdeputation mit vier Richtern wurde in Rathenow und Gerichtskommissionen, also Zweigstellen des Gerichtes, wurden in Belzig und Friesack eingerichtet.
Am Gericht waren 1870 ein Direktor und 16 Kreisrichter eingesetzt. Die Zahl der Gerichtseingesessenen betrug 118.828. Gerichtstage wurden in Groß Behnitz, Brück, Friesack, Lehnin und Rhinow abgehalten.
Im Rahmen der Reichsjustizgesetze wurde das Gerichtswesen in Deutschland 1879 vereinheitlicht. Damit wurden das Kreisgericht Brandenburg aufgehoben und das königlich preußische Amtsgericht Brandenburg mit Wirkung zum 1. Oktober 1879 als eines von elf Amtsgerichten im Bezirk des Landgerichtes Potsdam als Nachfolger gebildet. Auch die meisten Gerichtskommissionen wurden 1879 in Amtsgerichte umgewandelt (Amtsgericht Belzig und Amtsgericht Rathenow).

## Gerichtssprengel
Dem Kreisgericht Brandenburg waren folgende Gemeinden zugeordnet:
| Ort                      | Landkreis               | früheres Gericht                                                                                       |
| ------------------------ | ----------------------- | --- |
| Breddin                  | Landkreis Westhavelland | Königliches Land- und Stadtgericht Brandenburg                                                         |
| Brandenburger Dom        | Landkreis Westhavelland | Domkapitularische Gerichte in Brandenburg                                                              |
| Buschow                  | Landkreis Westhavelland | Patrimonialgericht                                                                                     |
| Barnewitz                | Landkreis Westhavelland | Domkapitularische Gerichte in Brandenburg                                                              |
| Buckow                   | Landkreis Westhavelland | Domkapitularische Gerichte in Brandenburg                                                              |
| Damme                    | Landkreis Westhavelland | Domkapitularische Gerichte in Brandenburg                                                              |
| Döberitz                 | Landkreis Westhavelland | Patrimonialgericht                                                                                     |
| Liepe                    | Landkreis Westhavelland | Patrimonialgericht                                                                                     |
| Möthlow                  | Landkreis Westhavelland | Patrimonialgericht                                                                                     |
| Mützlitz                 | Landkreis Westhavelland | Domkapitularische Gerichte in Brandenburg                                                              |
| Garlitz                  | Landkreis Westhavelland | Domkapitularische Gerichte in Brandenburg                                                              |
| Bagow                    | Landkreis Westhavelland | Patrimonialgericht                                                                                     |
| Groß Bähnitz             | Landkreis Westhavelland | Patrimonialgericht                                                                                     |
| Klein Bähnitz            | Landkreis Westhavelland | Patrimonialgericht                                                                                     |
| Berge und Bernitzow      | Landkreis Westhavelland | Königliches Land- und Stadtgericht Fehrbellin                                                          |
| Bohnenland               | Landkreis Westhavelland | Königliches Land- und Stadtgericht Brandenburg                                                         |
| Brielow                  | Landkreis Westhavelland | Königliches Land- und Stadtgericht Brandenburg                                                         |
| Briest                   | Landkreis Westhavelland | Königliches Land- und Stadtgericht Brandenburg                                                         |
| Brösigkenlake            | Landkreis Westhavelland | Patrimonialgericht                                                                                     |
| Butzow                   | Landkreis Westhavelland | teils Patrimonialgericht, Domgericht in Brandenburg und Königliches Land- und Stadtgericht Brandenburg |
| Charlottenhof            | Landkreis Westhavelland | Patrimonialgericht                                                                                     |
| Ferchesar                | Landkreis Westhavelland | Königliches Land- und Stadtgericht Brandenburg                                                         |
| Fohrde                   | Landkreis Westhavelland | teils Domgericht in Brandenburg und Königliches Land- und Stadtgericht Brandenburg                     |
| Ganzerts Etablissement   | Landkreis Westhavelland | |
| Gapel                    | Landkreis Westhavelland | Domkapitularische Gerichte in Brandenburg                                                              |
| Göhrden und Kolonie      | Landkreis Westhavelland | Königliches Land- und Stadtgericht Brandenburg                                                         |
| Gohlitz                  | Landkreis Westhavelland | Königliches Land- und Stadtgericht Fehrbellin                                                          |
| Göhrden und Kolonie      | Landkreis Westhavelland | Königliches Land- und Stadtgericht Brandenburg                                                         |
| Vorwerk Goldhammer       | Landkreis Westhavelland | Königliches Land- und Stadtgericht Brandenburg                                                         |
| Gortz                    | Landkreis Westhavelland | Patrimonialgericht                                                                                     |
| Grabow                   | Landkreis Westhavelland | Domkapitularische Gerichte in Brandenburg                                                              |
| Gutenpaaren              | Landkreis Westhavelland | Patrimonialgericht                                                                                     |
| Körthenhausen            | Landkreis Westhavelland | |
| Ketzür und Birkhorst     | Landkreis Westhavelland | Patrimonialgericht                                                                                     |
| Dom Kieck                | Landkreis Westhavelland | Domgericht in Brandenburg                                                                              |
| Klein Kreutz             | Landkreis Westhavelland | Königliches Land- und Stadtgericht Brandenburg                                                         |
| Lietzow                  | Landkreis Westhavelland | Königliches Land- und Stadtgericht Fehrbellin                                                          |
| Linde                    | Landkreis Westhavelland | Patrimonialgericht                                                                                     |
| Lindenholz               | Landkreis Westhavelland | Patrimonialgericht                                                                                     |
| Lünow                    | Landkreis Westhavelland | Domkapitularische Gerichte in Brandenburg                                                              |
| Lutze                    | Landkreis Westhavelland | Patrimonialgericht                                                                                     |
| Marzahne                 | Landkreis Westhavelland | Domkapitularische Gerichte in Brandenburg                                                              |
| Massowburg               | Landkreis Westhavelland | Königliches Land- und Stadtgericht Brandenburg                                                         |
| Mötzow                   | Landkreis Westhavelland | Königliches Land- und Stadtgericht Brandenburg                                                         |
| Neuendorf                | Landkreis Westhavelland | Königliches Land- und Stadtgericht Brandenburg                                                         |
| Niebede                  | Landkreis Westhavelland | Patrimonialgericht                                                                                     |
| Mühle Pählhaus           | Landkreis Westhavelland | Domgericht in Brandenburg                                                                              |
| Päwesin                  | Landkreis Westhavelland | Königliches Land- und Stadtgericht Brandenburg                                                         |
| Paulinenaue              | Landkreis Westhavelland | |
| Plaue                    | Landkreis Westhavelland | Patrimonialgericht                                                                                     |
| Neu-Plaue                | Landkreis Westhavelland | Patrimonialgericht                                                                                     |
| Plauerhof                | Landkreis Westhavelland | Königliches Land- und Stadtgericht Brandenburg                                                         |
| Radewege                 | Landkreis Westhavelland | Königliches Land- und Stadtgericht Brandenburg                                                         |
| Retzow                   | Landkreis Westhavelland | Patrimonialgericht                                                                                     |
| Ribbeck                  | Landkreis Westhavelland | Patrimonialgericht                                                                                     |
| Riewend                  | Landkreis Westhavelland | Patrimonialgericht                                                                                     |
| Roskow                   | Landkreis Westhavelland | Patrimonialgericht                                                                                     |
| Saaringen                | Landkreis Westhavelland | Domkapitularische Gerichte in Brandenburg                                                              |
| Schwanebeck              | Landkreis Westhavelland | Patrimonialgericht                                                                                     |
| Seelendorf               | Landkreis Westhavelland | Domkapitularische Gerichte in Brandenburg                                                              |
| Selbelang                | Landkreis Westhavelland | Patrimonialgericht                                                                                     |
| Tieckow                  | Landkreis Westhavelland | Patrimonialgericht                                                                                     |
| Tremmen                  | Landkreis Westhavelland | Domkapitularische Gerichte in Brandenburg                                                              |
| Vogelsang                | Landkreis Westhavelland | Patrimonialgericht                                                                                     |
| Wachow mit Klessenfleiß  | Landkreis Westhavelland | Domkapitularische Gerichte in Fehrbellin                                                               |
| Weseram                  | Landkreis Westhavelland | Königliches Land- und Stadtgericht Brandenburg                                                         |
| Zachow                   | Landkreis Westhavelland | Domkapitularische Gerichte in Brandenburg                                                              |
| Pritzerbe                | Landkreis Westhavelland | Königliches Land- und Stadtgericht Brandenburg                                                         |
| Pessin                   | Landkreis Westhavelland | Patrimonialgericht                                                                                     |
| Deetz                    | Landkreis Zauch-Belzig  | Königliches Land- und Stadtgericht Brandenburg                                                         |
| Rietz                    | Landkreis Zauch-Belzig  | teils Königliches Land- und Stadtgericht Brandenburg, teils Patrimonialgericht                         |
| Schmergow                | Landkreis Zauch-Belzig  | Königliches Land- und Stadtgericht Brandenburg                                                         |
| Göttin und Roßdunk       | Landkreis Zauch-Belzig  | Patrimonialgericht                                                                                     |
| Görisgräben              | Landkreis Zauch-Belzig  | Königliches Land- und Stadtgericht Brandenburg                                                         |
| Gollwitz                 | Landkreis Zauch-Belzig  | Patrimonialgericht                                                                                     |
| Wilhelmshof              | Landkreis Zauch-Belzig  | Königliches Land- und Stadtgericht Brandenburg                                                         |
| Schmerzke                | Landkreis Zauch-Belzig  | Domkapitularische Gerichte in Brandenburg                                                              |
| Reckahn und Mesdunk      | Landkreis Zauch-Belzig  | Patrimonialgericht                                                                                     |
| Grähnert                 | Landkreis Zauch-Belzig  | Patrimonialgericht                                                                                     |
| Prützke                  | Landkreis Zauch-Belzig  | Königliches Land- und Stadtgericht Brandenburg                                                         |
| Schmöllen                | Landkreis Zauch-Belzig  | Königliches Land- und Stadtgericht Brandenburg                                                         |
| Wendgräben               | Landkreis Zauch-Belzig  | Königliches Land- und Stadtgericht Brandenburg                                                         |
| Muhst                    | Landkreis Zauch-Belzig  | Königliches Land- und Stadtgericht Brandenburg                                                         |
| Totscherlinde und Krahne | Landkreis Zauch-Belzig  | Patrimonialgericht                                                                                     |
| Malgehaus                | Landkreis Zauch-Belzig  | Königliches Land- und Stadtgericht Brandenburg                                                         |
| neue Mühle               | Landkreis Zauch-Belzig  | Königliches Land- und Stadtgericht Brandenburg                                                         |
| Götz                     | Landkreis Zauch-Belzig  | Königliches Land- und Stadtgericht Brandenburg                                                         |
| Golzow                   | Landkreis Zauch-Belzig  | Patrimonialgericht                                                                                     |
| Grüneiche                | Landkreis Zauch-Belzig  | Patrimonialgericht                                                                                     |
| Pernitz                  | Landkreis Zauch-Belzig  | Patrimonialgericht                                                                                     |
| Gohlitz                  | Landkreis Zauch-Belzig  | Patrimonialgericht                                                                                     |
| Lucksfleiß               | Landkreis Zauch-Belzig  | Patrimonialgericht                                                                                     |
| Cammer                   | Landkreis Zauch-Belzig  | Patrimonialgericht                                                                                     |
| Brückermark              | Landkreis Zauch-Belzig  | Patrimonialgericht                                                                                     |
| Obergünne                | Landkreis Zauch-Belzig  | Patrimonialgericht                                                                                     |
| Damelang                 | Landkreis Zauch-Belzig  | Königliches Land- und Stadtgericht Brandenburg                                                         |
| Freienthal               | Landkreis Zauch-Belzig  | Königliches Land- und Stadtgericht Brandenburg                                                         |
| Lehnin                   | Landkreis Zauch-Belzig  | Königliches Land- und Stadtgericht Brandenburg                                                         |
| Nahmitz                  | Landkreis Zauch-Belzig  | Königliches Land- und Stadtgericht Brandenburg                                                         |
| Netzen                   | Landkreis Zauch-Belzig  | Königliches Land- und Stadtgericht Brandenburg                                                         |
| Grebs, Tanne             | Landkreis Zauch-Belzig  | Patrimonialgericht                                                                                     |
| Michelsdorf              | Landkreis Zauch-Belzig  | Patrimonialgericht                                                                                     |
| Kaltenhausen             | Landkreis Zauch-Belzig  | Patrimonialgericht                                                                                     |
| Schwiena                 | Landkreis Zauch-Belzig  | Patrimonialgericht                                                                                     |
| Rädel                    | Landkreis Zauch-Belzig  | Patrimonialgericht                                                                                     |
| Trechwitz                | Landkreis Zauch-Belzig  | Patrimonialgericht                                                                                     |
| Dahmsdorf                | Landkreis Zauch-Belzig  | Königliches Land- und Stadtgericht Brandenburg                                                         |
| Bochow                   | Landkreis Zauch-Belzig  | Königliches Land- und Stadtgericht Brandenburg                                                         |
| Groß Kreutz              | Landkreis Zauch-Belzig  | Patrimonialgericht                                                                                     |
| Derwitz                  | Landkreis Zauch-Belzig  | Königliches Land- und Stadtgericht Brandenburg                                                         |
| Göhlsdorf                | Landkreis Zauch-Belzig  | Königliches Land- und Stadtgericht Brandenburg                                                         |
| Plötzin                  | Landkreis Zauch-Belzig  | Patrimonialgericht                                                                                     |
| Schenkenberg             | Landkreis Zauch-Belzig  | Patrimonialgericht                                                                                     |
| Busendorf                | Landkreis Zauch-Belzig  | Patrimonialgericht                                                                                     |
| Krielow                  | Landkreis Zauch-Belzig  | Königliches Land- und Stadtgericht Brandenburg                                                         |
| Jeserig                  | Landkreis Zauch-Belzig  | Patrimonialgericht                                                                                     |
| Hasenhaus und Möllendorf | Landkreis Zauch-Belzig  | Patrimonialgericht                                                                                     |
| Neuhaus                  | Landkreis Zauch-Belzig  | Patrimonialgericht                                                                                     |

## Gerichtsdeputation Rathenow
Der Gerichtsdeputation Rathenow waren folgende Gemeinden zugeordnet:
| Ort                                                | Landkreis                | früheres Gericht                          |
| -------------------------------------------------- | ------------------------ | ----------------------------------------- |
| Rathenow                                           | Landkreis Westhavenland  | Königliches Stadtgericht Rathenow         |
| Adermannshütte                                     | Landkreis Westhavenland  | Königliches Stadtgericht Rathenow         |
| Bamme                                              | Landkreis Westhavenland  | Patrimonialgericht                        |
| Churland                                           | Landkreis Westhavenland  | Patrimonialgericht                        |
| Ferchesar bei Rathenow                             | Landkreis Westhavenland  | Patrimonialgericht                        |
| Elslake                                            | Landkreis Westhavenland  | Patrimonialgericht                        |
| Gräningen                                          | Landkreis Westhavenland  | Domkapitularische Gerichte in Brandenburg |
| Grünau                                             | Landkreis Westhavenland  | Königliches Stadtgericht Rathenow         |
| Gülpe                                              | Landkreis Westhavenland  | Patrimonialgericht                        |
| Hohennauen                                         | Landkreis Westhavenland  | Patrimonialgericht                        |
| Kietz bei Rhinow                                   | Landkreis Westhavenland  | Patrimonialgericht                        |
| Kotzen                                             | Landkreis Westhavenland  | Patrimonialgericht                        |
| Lietzershütte und Krügershorst                     | Landkreis Westhavenland  | Königliches Stadtgericht Rathenow         |
| Lochow                                             | Landkreis Westhavenland  | Patrimonialgericht                        |
| Mögelin                                            | Landkreis Westhavenland  | Königliches Stadtgericht Rathenow         |
| Nennhausen                                         | Landkreis Westhavenland  | Patrimonialgericht                        |
| Neu Friedrichsdorf                                 | Landkreis Westhavenland  | Königliches Stadtgericht Rathenow         |
| Neu-Werder                                         | Landkreis Westhavenland  | Patrimonialgericht                        |
| Parey                                              | Landkreis Westhavenland  | Patrimonialgericht                        |
| Premnitz                                           | Landkreis Westhavenland  | Patrimonialgericht                        |
| Prietzen                                           | Landkreis Westhavenland  | Patrimonialgericht                        |
| Gut Rhinow                                         | Landkreis Westhavenland  | Patrimonialgericht                        |
| Rhinsmühlen                                        | Landkreis Westhavenland  | Patrimonialgericht                        |
| Scheunstelle                                       | Landkreis Westhavenland  | Patrimonialgericht                        |
| Schönholz                                          | Landkreis Westhavenland  | Patrimonialgericht                        |
| Semlin                                             | Landkreis Westhavenland  | Patrimonialgericht                        |
| Spaatz                                             | Landkreis Westhavenland  | Patrimonialgericht                        |
| Spolierenberg                                      | Landkreis Westhavenland  | Königliches Stadtgericht Rathenow         |
| Stechow                                            | Landkreis Westhavenland  | Patrimonialgericht                        |
| Stölln                                             | Landkreis Westhavenland  | Patrimonialgericht                        |
| Strodehne                                          | Landkreis Westhavenland  | Patrimonialgericht                        |
| Wassersuppe                                        | Landkreis Westhavenland  | Patrimonialgericht                        |
| Witzke                                             | Landkreis Westhavenland  | Patrimonialgericht                        |
| Wolsier                                            | Landkreis Westhavenland  | Patrimonialgericht                        |
| Rhinow                                             | Landkreis Westhavenland  | Patrimonialgericht                        |
| Göttlin                                            | zweiter Jerichower Kreis | Oberlandesgericht Magdeburg               |
| Buckow                                             | zweiter Jerichower Kreis | Oberlandesgericht Magdeburg               |
| Böhne und Bünsche                                  | zweiter Jerichower Kreis | Oberlandesgericht Magdeburg               |
| Grütz                                              | zweiter Jerichower Kreis | Oberlandesgericht Magdeburg               |
| Schollene                                          | zweiter Jerichower Kreis | Oberlandesgericht Magdeburg               |
| Steckelsdorf mit Öbelginde und königlichem Magazin | zweiter Jerichower Kreis | Oberlandesgericht Magdeburg               |
| Groß- und Klein-Wudicke                            | zweiter Jerichower Kreis | Oberlandesgericht Magdeburg               |
| Berchels                                           | zweiter Jerichower Kreis | Oberlandesgericht Magdeburg               |

## Gerichtskommission Belzig
Der Gerichtskommission Belzig waren folgende Gemeinden zugeordnet:
| Ort                      | Landkreis              | früheres Gericht                                                 |
| ------------------------ | ---------------------- | ---------------------------------------------------------------- |
| Belzig                   | Landkreis Zauch-Belzig | Königliches Land- und Stadtgericht Belzig                        |
| Klein Briesen            | Landkreis Zauch-Belzig | Patrimonialgericht                                               |
| Groß Briesen             | Landkreis Zauch-Belzig | Patrimonialgericht                                               |
| Ragösen                  | Landkreis Zauch-Belzig | Königliches Land- und Stadtgericht Belzig                        |
| Boßdorf und Assau        | Landkreis Zauch-Belzig | Patrimonialgericht                                               |
| Wendisch-Bork            | Landkreis Zauch-Belzig | Patrimonialgericht                                               |
| Brück                    | Landkreis Zauch-Belzig | Königliches Land- und Stadtgericht Belzig                        |
| Niemegk                  | Landkreis Zauch-Belzig | Königliches Land- und Stadtgericht Belzig                        |
| Baitz                    | Landkreis Zauch-Belzig | Königliches Land- und Stadtgericht Belzig                        |
| Berkholz                 | Landkreis Zauch-Belzig | Königliches Land- und Stadtgericht Belzig                        |
| Borne                    | Landkreis Zauch-Belzig | Königliches Land- und Stadtgericht Belzig                        |
| Bucholz                  | Landkreis Zauch-Belzig | Königliches Land- und Stadtgericht Belzig                        |
| Dahnsdorf                | Landkreis Zauch-Belzig | Königliches Land- und Stadtgericht Belzig und Patrimonialgericht |
| Dippmannsdorf            | Landkreis Zauch-Belzig | Königliches Land- und Stadtgericht Belzig                        |
| Garrey                   | Landkreis Zauch-Belzig | Königliches Land- und Stadtgericht Belzig                        |
| Gömnigk                  | Landkreis Zauch-Belzig | Königliches Land- und Stadtgericht Belzig                        |
| Grabow                   | Landkreis Zauch-Belzig | Königliches Land- und Stadtgericht Belzig                        |
| Groß Marzehns            | Landkreis Zauch-Belzig | Königliches Land- und Stadtgericht Belzig                        |
| Grubo                    | Landkreis Zauch-Belzig | Königliches Land- und Stadtgericht Belzig                        |
| Haseloff                 | Landkreis Zauch-Belzig | Königliches Land- und Stadtgericht Belzig                        |
| Hohenwerbig              | Landkreis Zauch-Belzig | Königliches Land- und Stadtgericht Belzig                        |
| Jeserig                  | Landkreis Zauch-Belzig | Königliches Land- und Stadtgericht Belzig                        |
| Klein Marzehns           | Landkreis Zauch-Belzig | Königliches Land- und Stadtgericht Belzig                        |
| Klepzig                  | Landkreis Zauch-Belzig | Königliches Land- und Stadtgericht Belzig                        |
| Krahnepuhl               | Landkreis Zauch-Belzig | Königliches Land- und Stadtgericht Belzig                        |
| Kuhlowitz                | Landkreis Zauch-Belzig | Königliches Land- und Stadtgericht Belzig                        |
| Linthe                   | Landkreis Zauch-Belzig | Königliches Land- und Stadtgericht Belzig                        |
| Lobbese                  | Landkreis Zauch-Belzig | Königliches Land- und Stadtgericht Belzig                        |
| Locktow                  | Landkreis Zauch-Belzig | Königliches Land- und Stadtgericht Belzig                        |
| Lotschke                 | Landkreis Zauch-Belzig | Königliches Land- und Stadtgericht Belzig                        |
| Lüsse                    | Landkreis Zauch-Belzig | Königliches Land- und Stadtgericht Belzig                        |
| Lütte                    | Landkreis Zauch-Belzig | Königliches Land- und Stadtgericht Belzig                        |
| Mörz                     | Landkreis Zauch-Belzig | Königliches Land- und Stadtgericht Belzig                        |
| Mützdorf                 | Landkreis Zauch-Belzig | Königliches Land- und Stadtgericht Belzig                        |
| Neschholz                | Landkreis Zauch-Belzig | Königliches Land- und Stadtgericht Belzig                        |
| Neuendorf                | Landkreis Zauch-Belzig | Königliches Land- und Stadtgericht Belzig                        |
| Niederwerbig             | Landkreis Zauch-Belzig | Königliches Land- und Stadtgericht Belzig                        |
| Pflügkuff                | Landkreis Zauch-Belzig | Königliches Land- und Stadtgericht Belzig                        |
| Preußnitz                | Landkreis Zauch-Belzig | Königliches Land- und Stadtgericht Belzig                        |
| Raben                    | Landkreis Zauch-Belzig | Königliches Land- und Stadtgericht Belzig                        |
| Rädigke                  | Landkreis Zauch-Belzig | Königliches Land- und Stadtgericht Belzig                        |
| Rottstock                | Landkreis Zauch-Belzig | Königliches Land- und Stadtgericht Belzig                        |
| Sandberg                 | Landkreis Zauch-Belzig | Königliches Land- und Stadtgericht Belzig                        |
| Schwanebeck              | Landkreis Zauch-Belzig | Königliches Land- und Stadtgericht Belzig                        |
| Trebitz                  | Landkreis Zauch-Belzig | Königliches Land- und Stadtgericht Belzig                        |
| Zeuden                   | Landkreis Zauch-Belzig | Königliches Land- und Stadtgericht Belzig                        |
| Ziezow                   | Landkreis Zauch-Belzig | Königliches Land- und Stadtgericht Belzig                        |
| Zirndorf                 | Landkreis Zauch-Belzig | Königliches Land- und Stadtgericht Belzig                        |
| Eichholz                 | Landkreis Zauch-Belzig | Königliches Land- und Stadtgericht Belzig                        |
| Benken                   | Landkreis Zauch-Belzig | Patrimonialgericht                                               |
| Fredersdorf              | Landkreis Zauch-Belzig | Patrimonialgericht                                               |
| Weitzgrund               | Landkreis Zauch-Belzig | Patrimonialgericht                                               |
| Hagelberg                | Landkreis Zauch-Belzig | Patrimonialgericht                                               |
| Klein Glien              | Landkreis Zauch-Belzig | Patrimonialgericht                                               |
| Groß Glien               | Landkreis Zauch-Belzig | Patrimonialgericht                                               |
| Welsicke                 | Landkreis Zauch-Belzig | Patrimonialgericht                                               |
| Lübnitz                  | Landkreis Zauch-Belzig | Patrimonialgericht                                               |
| Mahlsdorf und Alte Hölle | Landkreis Zauch-Belzig | Patrimonialgericht                                               |
| Neuehütten               | Landkreis Zauch-Belzig | Patrimonialgericht                                               |
| Reetz                    | Landkreis Zauch-Belzig | Patrimonialgericht                                               |
| Reetzerhütten            | Landkreis Zauch-Belzig | Patrimonialgericht                                               |
| Reppinichen              | Landkreis Zauch-Belzig | Patrimonialgericht                                               |
| Rabenstein               | Landkreis Zauch-Belzig | Patrimonialgericht                                               |
| Schmerwitz               | Landkreis Zauch-Belzig | Patrimonialgericht                                               |
| Medewitz                 | Landkreis Zauch-Belzig | Patrimonialgericht                                               |
| Medewitzerhütten         | Landkreis Zauch-Belzig | Patrimonialgericht                                               |
| Schlamau                 | Landkreis Zauch-Belzig | Patrimonialgericht                                               |
| Wiesenburg               | Landkreis Zauch-Belzig | Patrimonialgericht                                               |
| Jeserig                  | Landkreis Zauch-Belzig | Patrimonialgericht                                               |
| Jeserighütten            | Landkreis Zauch-Belzig | Patrimonialgericht                                               |
| Setzsteig                | Landkreis Zauch-Belzig | Patrimonialgericht                                               |
| Spring                   | Landkreis Zauch-Belzig | Patrimonialgericht                                               |
| Steindorf                | Landkreis Zauch-Belzig | Patrimonialgericht                                               |
| Ahrensnest               | Landkreis Zauch-Belzig | Patrimonialgericht                                               |
| Zipsdorf                 | Landkreis Zauch-Belzig | Patrimonialgericht                                               |

## Gerichtskommission Friesack
Der Gerichtskommission Friesack waren folgende Gemeinden zugeordnet:
| Ort                           | Landkreis           | früheres Gericht             |
| ----------------------------- | ------------------- | ---------------------------- |
| Friesack                      | Kreis Westhavelland | Von Bredowsches Stadtgericht |
| Brädikow und Bernhardinenhof  | Kreis Westhavelland | Patrimonialgericht           |
| Briesen und Zötzen            | Kreis Westhavelland | Patrimonialgericht           |
| Diete                         | Kreis Westhavelland | Patrimonialgericht           |
| Gut Friesack und Carolinenhof | Kreis Westhavelland | Von Bredowsches Stadtgericht |
| Görne                         | Kreis Westhavelland | Patrimonialgericht           |
| Haage                         | Kreis Westhavelland | Patrimonialgericht           |
| Kleßen und Zootzen            | Kreis Westhavelland | Patrimonialgericht           |
| Kriele                        | Kreis Westhavelland | Patrimonialgericht           |
| Landin                        | Kreis Westhavelland | Patrimonialgericht           |
| Senzke                        | Kreis Westhavelland | Patrimonialgericht           |
| Vietznitz                     | Kreis Westhavelland | Patrimonialgericht           |
| Wagenitz                      | Kreis Westhavelland | Patrimonialgericht           |
| Warsee                        | Kreis Westhavelland | Patrimonialgericht           |